# 井上崇
井上 崇（いのうえ たかし、1967年〈昭和42年〉6月3日 - ）は、エフエム仙台(Date fm)のアナウンサー兼編成局編成部長。名前を平仮名で「井上たかし」と表記することもあった。

## 人物・来歴
- 出身地は「福島（生まれ）、愛知（育ち）、千葉（実家）」としている[5]。
- 中学生の時、友人から洋楽を勧められ、衝撃を受けたことから洋楽を聞き始めたと番組で語っている。
- 自他ともに認めるロック音楽好きで、ARABAKI ROCK FEST.の創設にも携わったことで知られている。
- 2014年10月から2017年3月まで営業部副部長の職に就き、放送の現場を離れることになったが、このことを井上は、「活動休止」と表現している[6]。異動中も単発番組の進行役やイベント司会で出演することがあった[7][8]。2017年4月よりアナウンス業に復帰。

## エピソード
- J-SIDE STATIONで共演していた、石垣のりこが度々暴走していたため、突っ込み役に回っていた。 特にいわゆる食レポを行うコーナー「本日のポン出し」では、摩訶不思議な発言をすることが多く、時折、井上が困惑する事があった。
- J-SIDE STATIONにたむらぱんがよくゲスト出演していたが、その際に井上が「ぎっくり腰」「風邪で番組欠席」などとなったため、二人は「ジンクス」と呼んでいた。 なお、井上が番組を欠席した際はたむらぱんが番組の最初から最後まで代打出演した。
- バンド椿屋四重奏のメンバーと交友があり、よくJ-SIDE STATIONに出演していた。
- 2010年の特別番組[9]の際、ゲストの辻詩音に「名護ちゃんとよく似ているので会わせたかった」と切り出し、さらには、「同じ人」などと発言したことがある。「同じ人」発言については（スタジオで生歌唱した後に）「やっぱり歌えば違う人」と言ったが、その後J-SIDE STATIONに辻がゲスト出演の際にも「（名護ちゃんと）きょうだいみたい」と終始興奮気味に発言していた。

## 現在の担当番組
2024年4月現在
- SOUND GENIC（2017年4月 - 、月・火担当、16:00-18:30）
- うさみみラジオ（木曜・12:30-12:45）
- Datefm News（定時ニュース、主に月・火曜11:55-、13:55-、不定期で担当）
- 局名告知アナウンス（2019年5月-、オープニング、クロージングともに担当）

## 過去の担当番組
- J-SIDE STATION (2007年10月 - 2012年9月)
- Crescendo (2014年4月 - 2014年9月)
- アラバキラヂオ(ARABAKI ROCK FEST.の関連番組。期間限定番組だったが、東日本大震災後は通年番組となった。) (2010年 - 2014年9月)
- MusicGroovin' (ディレクター、パーソナリティーは名護ひと美) (2009年10月 - 2011年6月）

他多数